# Isomyia solitaria
Isomyia solitaria är en tvåvingeart som först beskrevs av Peris 1951.  Isomyia solitaria ingår i släktet Isomyia och familjen Rhiniidae.
Artens utbredningsområde är Kongo. Inga underarter finns listade i Catalogue of Life.